# اکتور گررو
اکتور گررو (اسپانیایی: Héctor Guerrero‎; ۲۴ نوامبر ۱۹۲۶ – ۲۰ ژوئیهٔ ۱۹۸۶) بازیکن بسکتبال اهل مکزیک بود. وی در بازی‌های المپیک تابستانی ۱۹۴۸ و ۱۹۵۲ شرکت کرده‌است.